# Eupithecia tantilloides
Eupithecia tantilloides là một loài bướm đêm trong họ Geometridae.